# Институт уметности у Чикагу
Институт уметности у Чикагу (енгл. Art Institute of Chicago) у чикашком Грант Парку, основан 1879. године, један је од најстаријих и највећих уметничких музеја у Сједињеним Државама. Музеј је популаран и посећује га 1,5 милиона људи годишње. Његова колекција, којом управља 11 кустоских одсека, енциклопедијска је, а укључује култна дела попут Недељно поподне на острву Ла Гранд Жат Жоржа Сера, Старог гитаристе Пабла Пикаса, Ноћне сове Едварда Хопера и Америчке готике Гранта Вуда. Његова стална колекција од скоро 300.000 уметничких дела увећана је са више од 30 посебних изложби постављених годишње које осветљавају аспекте колекције и представљају врхунска кустоска и научна истраживања.
Као истраживачка институција, Институт уметности такође има одељење за конзервацију и науку о конзервацији, пет конзерваторских лабораторија и једну од највећих библиотека за историју уметности и архитектуре у земљи - Рајерсон и Брнам библиотеке.
Пораст колекције захтевао је неколико додатака згради музеја из 1893. године, која је изграђена за светску колумбијску изложбу у част 400-те годишњице доласка Колумба. Најновије проширење, Модерно крило, које је дизајнирао Ренцо Пјано, отворено је 2009. године и повећало је површину музеја на скоро милион квадратних стопа, чинећи га другим по величини уметничким музејом у Сједињеним Државама, после Музеја уметности Метрополитен. Институт за уметност повезан је са Школом уметничког института у Чикагу, водећом уметничком школом, што га чини једном од ретких преосталих обједињених уметничких институција у Сједињеним Државама.

## Историја
1866. група од 35 уметника основала је Чикашку академију за дизајн у студију у улици Диарборн, са намером да воде бесплатну школу са сопственом уметничком галеријом. Организација је рађена по узору на европске уметничке академије, попут Краљевске академије из Лондона, са академицима и сарадницима академицима. Дозвола Академији додељена је у марту 1867.
Часови су започели 1868. године, одржавани су сваки дан по цени од 10 долара месечно. Успех Академије омогућио јој је да сагради нови дом за школу, камену зграду од пет спратова у улици Вест Адамс 66, која је отворена 22. новембра 1870.
Када је Велики пожар у Чикагу уништио зграду 1871. године, Академија је била задужена. Покушаји да се настави упркос губитку, коришћењем изнајмљених објеката, нису успели. До 1878. године Академија је имала 10.000 америчких долара дуга. Чланови су покушали да спасу институцију склапајући уговоре са локалним бизнисменима, пре него што су је коначно напустили 1879. године и основали нову организацију под називом Чикашка академија лепих уметности. Када је Чикашка академија за дизајн исте године банкротирала, нова Чикашка академија лепих уметности купила их је на аукцији.
1882. године Чикашка академија лепих уметности променила је име у садашњи Чикашки институт за уметност и за свог првог председника изабрала банкара и филантропа Чарлса Л. Хачинсона, који је „вероватно најважнија особа која је обликовала правац и богатство уметничког института у Чикагу“. ‍:5 Хачинсон је био директор многих истакнутих чикашких организација, укључујући Универзитет у Чикагу, и за време свог председниковања трансформисао је Институт уметности у музеј светске класе, који је држао до своје смрти 1924. Такође 1882. године, организација је купила парцелу на југозападном углу авеније Мичиген и улице Ван Бурен за 45.000 долара. Постојећа комерцијална зграда на том имању коришћена је за седиште организације, а иза ње је изграђен нови додатак који је обезбедио галеријски простор и смештај школских објеката. ‍:19 До јануара 1885. године повереници су препознали потребу да се обезбеди додатни простор за растућу колекцију организације и у ту сврху су купили празно место јужно на авенији Мичиген. Комерцијална зграда је срушена, а Хачинсон је ангажовао познатог архитекту Џона Велборна Рута да пројектује зграду која ће створити „импресивно присуство“ на авенији Мичиген, ‍:22–23 и ови објекти су били отворени уз велику помпу 1887. ‍:24
Најавом Светске колумбијске изложбе која ће се одржати у периоду од 1892 − 1893, Институт за уметност затражио је да се зграда на обали језера изгради за сајам, али да је Институт касније користи. Град се сложио и зграда је завршена на време за другу годину сајма. Трошкови изградње подмирени су продајом имовине на углу Мичиген/Ван Бурен. 31. октобра 1893. године Институт се уселио у нову зграду. На свечаном пријему 8. децембра 1893. наступили су диригент Теодор Томас и Чикашки симфонијски оркестар.
Као директор музеја, почев од раних 1980-их, Џејмс Н. Вуд спровео је велико проширење колекције и надгледао велики пројекат обнове и проширења објеката. Као „један од најцењенијих директора музеја у земљи“, како је описао The New York Times, Вуд је креирао велике изложбе дела Пола Гогена, Клода Монеа и Винсента ван Гога који су поставили рекорде по посећености музеја. Повукао се из музеја 2004.
Институт је започео изградњу "Модерног крила" почетком 21. века. Пројекат, који је дизајнирао архитекта добитник награде Прицкер, Ренцо Пјано, завршен је и званично отворен за јавност 16. маја 2009. Површина од 264.000 sq ft (24.500 m2) доградње зграде учинила је Институт другим по величини уметничким музејом у Сједињеним Државама. У згради се налазе светски познате колекције музеја уметности 20. и 21. века, посебно модерно европско сликарство и скулптура, савремена уметност, архитектура и дизајн и фотографија. У свом истраживању 2014. године, веб страници и форуму за преглед путовања, Трипадвајзер је прогласио Институт уметности најбољим светским музејом.
Музеј је 2015. године добио можда највећи поклон уметности у својој историји. Колекционари Стефан Едлис и Гаел Нисон поклонили су „колекцију која је међу највећим светским групама послератне поп уметности икад окупљеним“. Донација укључује дела Ендија Ворхола, Џаспера Џонса, Сај Твомблија, Џефа Кунса, Чарлса Реја, Ричарда Принса, Синди Шерман, Роја Ликтенстајна и Герхарда Рихтера. Музеј се сложио да донирани рад буде изложен најмање 50 година. У јуну 2018. музеј је добио 50 милиона долара донација, што је највећа појединачно објављена новчана донација у његовој историји.

## Збирка
Колекција Чикашког уметничког института обухвата више од 5.000 година људског изражавања из култура широм света и садржи више од 300.000 уметничких дела у 11 одељења. У музеју се налазе уметничка дела од раних јапанских графика до уметности Византијског царства и савремене америчке уметности. Углавном је познат по једној од најлепших колекција слика Сједињених Држава произведених у западној култури.

### Афричка уметност и индијанска уметност Америке
Колекције Афричке уметности и Индијанске уметности Америке уметничког института изложене су у две галерије на јужном крају зграде Мичиген Авеније. Афричка колекција обухвата више од 400 дела посебно керамику, одећу, маске и накит.
Америчка колекција укључује урођеничке северно-америчке уметности и мезоамеричка и андска дела. Од грнчарије до текстила, колекција окупља широк спектар предмета који настоје да илуструју тематске и естетске фокусе уметности која се протеже кроз Америку.

### Америчка уметност
Америчка уметничка колекција Института за уметност садржи нека од најпознатијих дела из америчког канона, међу којима су Ноћне сове Едварда Хопера, Амерчка готика Гранта Вуда и Купање детета Мери Касат. Колекција се креће од колонијалног сребра до модерних и савремених слика.
Ноћне сове је музеј првобитно купио 1942. године за 3.000 долара; његова аквизиција је „лансирала“ слику до „неизмерно популарног признања“. Сматрана „иконом америчке културе“, Ноћне сове је можда најпознатија Хоперова слика, као и једна од најпрепознатљивијих слика у америчкој уметности. Америчка готика налази се у музејској колекцији од 1930. године, а први пут је позајмљена ван Северне Америке 2016. године. Вудова слика приказује оно што су назвали „најпознатијим паром на свету“, суровог, руралног Американца, оца и ћерку.

### Античка и византијска уметност
Древна колекција Института за уметност обухвата скоро 4.000 година уметности и историје, приказујући грчку, етрурску, римску и египатску скулптуру, мозаике, керамику, накит, стакло и бронзу, као и добро одржавану колекцију древних новчића. У колекцији се налази око 5.000 дела која нуде свеобухватни преглед древног и средњовековног медитеранског света, почев од трећег миленијума пре нове ере и протежући се до Византијског царства. У колекцији се такође налази и мумија и ковчег мумије.

### Архитектура и дизајн
Одељење за архитектуру и дизајн чува више од 140.000 радова, од модела до цртежа од 1870-их до данас. Колекција покрива пејзажну архитектуру, структурни инжењеринг и индустријски дизајн, укључујући дела Френка Лојда Рајта, Лудвига Мис ван дер Рое и Ле Корбизјеа.

### Азијска уметност
Азијска колекција Института за уметност обухвата скоро 5.000 година, укључујући значајна дела и предмете из Кине, Кореје, Јапана, Индије, југоисточне Азије и Блиског и Средњег истока. У колекцији се налази 35.000 предмета од бронзе, керамике и жада, као и текстилне предмете, параване, дуборезе и скулптуре.

### Европска декоративна уметност
Збирка европских декоративних уметности Института за уметност обухвата око 25.000 предмета намештаја, керамике, металних предмета, стакла, емајла и слоноваче од 1100. године нове ере до данас. Одељење садржи 1.544 предмета из Артур Рублоф колекције и 68 минијатурних соба Торн (Narcissa Niblack Thorne) - у размери 1:12 који представљају амерички, европски и азијски стил архитектуре и намештаја од средњег века до 1930-их (када су собе направљене).

### Европско сликарство и скулптура
Музеј је најпознатији по колекцијама импресионистичких и постимпресионистичких слика, које се сматрају једном од најлепших колекција ван Француске. Истакнуте слике укључују више од 30 слика Клода Монеа, укључујући шест његових Пластова сена и бројне Локвање. Такође у колекцији су значајна дела Пјер-Огист Реноара попут Две сестре (на тераси) и Париска улица; Кишни дан Густава Кеибота. Постимпресионистичка дела укључују Корпу јабука и Мадам Сезан у жутој столициПола Сезана, и Код Мулен Ружа, Анри де Тулуз-Лотрека. Поентилистичко дело, Жоржа Сера Недеља поподне на Ла Гранд Жат -1884, је видно истакнуто. Поред тога, издвајају се Анри Матисове Купачице на реци и Спаваћа соба, у Арлу и Аутопортрет Винсента ван Гога, 1887.
Средином 1930-их, Институт за уметност добио је на поклон преко сто уметничких дела од Ани Свон Кобурн која су постала језгро импресионистичке колекције слика Института уметности.
Колекција такође укључује средњовековну и ренесансну уметност, оружје и оклопе и три века дела старих мајстора.

### Модерна и савремена уметност
Збирка модерне и савремене уметности у музеју значајно је увећана када су колекционари Стефан Едлис и Гаел Нисон поклонили одељењу више од 40 мастер дела 2015; Пабло Пикасо - Стари гитариста, Анри Матис - Купачице на реци, Константин Бранкуши - Златна птица налазе се на трећем спрату модерног крила.

### Фотографија
Институт за уметност званично није основао колекцију фотографија све до 1949. године, када је Џорџија О’Киф музеју поклонила значајан део колекције Алфреда Стајглица. Од тада је музејска колекција нарасла на приближно 20.000 дела која обухватају историју ове уметности од његовог настанка 1839. године до данас.

### Графике и цртежи
Колекција графика и цртежа почела је донацијом од Елизабет С. Стикниј од 460 радова 1887, а организована је у одељењу Музеја 1911. Њихов фонд је накнадно нарастао на 11.500 цртежа и 60.000 отисака, у распону од дела 15. века до савремених. Збирка садржи јаку групу дела Албрехта Дирера, Рембранта, Франсиска Гоје и Џејмса Макнила Вислера. Пошто су радови на папиру осетљиви на светлост и брзо се разграђују, радови се ретко приказују како би их што дуже одржали у добром стању.

### Текстил
Одељење за текстил има укупно више од 13.000 текстилних комада и 66.000 примерака узорака, покривајући низ култура од 300. године пре нове ере до данас. Од енглеског веза преко јапанске одеће до америчких прекривача, колекција представља разнолику групу предмета, укључујући савремена дела и уметнине на природним влакнима.

## Архитектура
Садашња зграда у улици 111 Мичиген авенија трећа је адреса института. Дизајнирали су је у стилу лепих уметности Шепли, Ратан и Кулиџ из Бостона  за Светску колумбијску изложбу 1893. године као помоћну зграду Светског конгреса са намером да Институт уметности заузме простор након затварања сајма.
Чувени западни улаз Института уметности на авенији Мичиган чувају две статуе бронзаног лава које је створио Едвард Кемејс. Лавови су откривени 10. маја 1894, сваки тежак више од две тоне. Вајар им је дао незванична имена: јужни лав „стоји у ставу пркоса“, а северни лав је „у шкрипцу“. Када спортски тим из Чикага игра на првенствима у својој лиги, лавови су често одевени у униформу тог тима. Зимзелени венци се постављају око вратова током божићне сезоне.
Источни улаз музеја обележен је каменим лучним улазом у стару чикашку берзу. Дизајнирао га је Луис Саливан 1894. године, Берза је срушена 1972. године, али су спашени делови првобитне трговачке собе допремљени у Институт за уметност и реконструисани.

### Библиотеке
У приземљу музеја налази се библиотека чије збирке покривају сва уметничка раздобља, али су најпознатије по широкој колекцији из области архитектуре од 18. до 20. века. Служи музејском особљу и студентима, а такође је отворена за ширу јавност.

## Избори из сталне колекције
2018. године, редизајнирајући своју веб страницу, Институт за уметност објавио је 52.438 својих дела у јавном власништву, под лиценцом Krijejtiv komons licence (ЦЦ0).

### Слике
- Ел Греко, Свети Мартин и просјак, в. 1597–1600
- Рембрант, Старац са златним ланцем,  в. 1631
- Џон Симпсон, Заробљени роб, 1827
- Едуар Мане, Морски пејзаж, 1864–1865
- Едуар Мане, Исус се руга војницима, 1864–1865
- Данте Габријел Росети, Беата Беатрик, ц. 1871–1872
- Густав Кеибот, Париска улица; Кишни дан, 1876–1877
- Клод Моне, Долазак воза за Нормандију, 1877
- Пјер-Огист Реноар, Поред воде, 1880
- Пјер-Огист Реноар, Две сестре (на тераси), 1881
- Пол Сезан, Марсејски залив, поглед са Л'Естакуе, 1885
- Едгар Дега, Продавница шешира, 1885
- Жорж-Пјер Сера, Недеља поподне на острву Ла Гранд Жат  1884–1886
- Винсент ван Гог, Аутопортрет,  1887
- Винсент ван Гог, Спаваћа соба у Арлу, 1888
- Пол Сезан, Корпа јабука, око 1890-их
- Анри де Тулуз Лотрек, Код Мулен Ружа, 1892
- Пол Гоген, Зашто си љут? (No te aha oe riri), 1896
- Клод Моне, Локвањи, 1906
- Хуан Грис, Портрет Пикаса, 1912
- Василиј Кандински, 1912, Пејзаж са две тополе
- Амедео Модиљани, Жак анд Берта Липчиц, 1916
- Грант Вуд, Америчка готика, 1930

### Више из колекција
- Античка грчка амфора приказује Херакла који убија Немејског лава, 550–525. п. н. е.
- Страница рукописа из Књиге сати, око 1440/45 године
- Једна од минијатурних соба Торн, 1930-их
- Предмети из колекције порцелана у Чикашком уметничком институту
- Велики талас са Канагаве - јапанска дрвена графика од Хокусаија
- Музејска сала

### Посета
Током 2009. било је око 2 милиона посетилаца - што је 33 одсто више у односу на 2008. годину - уз укупно око 100.000 чланова музеја. Упркос повећању трошкова за улаз у музеје од 25 одсто, Модерно крило је било главни катализатор пораста промета посетилаца.

## У популарној култури
Редитељ Џон Хјуз укључио је Институт за уметност у свој филм Ferris Bueller's Day Off из 1986. године, који се одвија у Чикагу. Током секвенце се приказују ликови који гледају Недељно поподне на острву Ла Гранд Жат. Хјуз је први пут посетио Институт као „уточиште“ док је био у средњој школи.
Слике коришћене у друштвеној игри Браћа Паркер из 1970. године су дела која се налазе у колекцији Института за уметност.